# 能政夕介
能政 夕介（のせ ゆうすけ、1986年12月8日 - ）は、日本のフリーアナウンサー。Kotokake代表。

## 来歴
小・中学校ではサッカーを、高等学校では「戦略がものを言うチームスポーツで、何かに秀でていればスターになれる」というところが気に入ってアメリカンフットボール部で活動する。2005年、内部進学で立命館大学産業社会学部に進んで以降もアメリカンフットボール部（立命館大学パンサーズ）に入部する。体格の関係もあって1年生からトレーナーとして活動していたが、1年目の終わり頃になって自分の活動内容に違和感を覚えるようになり退部した。その後、学生時代から人前に立ってなにか話すのが好きだったこともあり、放送部（立命館大学放送局）に入局した。3回生にはアナウンス部門の部長を任されるほどになる。
卒業後のメディア方面への就職を目指し、俳優養成所にも通うがオーディションに不合格が続き断念した。通常の就職活動に切り替え、2009年に楽天（現在の楽天グループ）に就職し、楽天市場事業内の営業・編成・マーケティングの事業に関わる。
就職3年目に大学時代の友人3人から起業に誘われ、2013年3月に楽天を退社した。京都で「株式会社 La Himawari」を共同設立する。La Himawari ではセミナーやコミュニティデザインなど様々な事業を試す中で、自分のやりたいことが社内で上手く伝えられないことを感じて半年で La Himawari を退き、2013年11月に個人事務所「Kotokake」を設立し、フリーアナウンサーとしての活動を始める。寺西裕一が代表を務めるユウセイプランニングでの受講を経て、結婚式やイベントの司会から幅を広げ、現在はスポーツ実況全般で活動を行っているほか、司会業や話し方教室の講師などとして活動している。

## 出演番組
- Jリーグ中継（DAZN）
- Bリーグ中継（バスケットLIVE）
- 全国高等学校野球選手権奈良大会実況中継（奈良テレビ放送）